# Distrito de Alytus
El distrito de Alytus (lituano: Alytaus rajono savivaldybė) es un municipio-distrito lituano perteneciente a la provincia de Alytus.
En 2011 tenía 28 167 habitantes.
Se ubica en el norte de la provincia. Su centro administrativo es la capital provincial Alytus, ciudad que está enclavada geográficamente en el centro del distrito-municipio pero que administrativamente forma un municipio urbano separado.

## Subdivisiones
Se divide en once seniūnijos (entre paréntesis la localidad principal):
- Seniūnija de Alytus (Miklusėnai)
- Seniūnija de Alovė (Alovė)
- Seniūnija de Butrimonys (Butrimonys)
- Seniūnija de Daugai (Daugai)
- Seniūnija de Krokialaukis (Krokialaukis)
- Seniūnija de Miroslavas (Miroslavas)
- Seniūnija de Nemunaitis (Nemunaitis)
- Seniūnija de Pivašiūnai (Pivašiūnai)
- Seniūnija de Punia (Punia)
- Seniūnija de Raitininkai (Makniūnai)
- Seniūnija de Simnas (Simnas)